# Brianna Wu
Brianna Wu (Virginia Occidental, 6 de julio de 1977) es una desarrolladora de videojuegos y programadora informática estadounidense. Es co-fundadora de Giant Spacekat, un estudio independiente de desarrollo de videojuegos, con Amanda Warner en Boston, Massachusetts. También escribe blogs y crea podcasts sobre temas relacionados con la industria de los videojuegos.
En 2018 se presentó a las elecciones para el Congreso, sin salir elegida, por el 8.º distrito del Congreso de Massachusetts. Wu inició una segunda campaña para las primarias de 2020. En abril, anunció su renuncia a postularse, dado que el confinamiento por la COVID-19 impedía hacer la campaña en persona.

## Trayectoria
Nació en Virginia Occidental y se crio en Hattiesburg, Misisipi con una familia adoptiva. Creció en un entorno empresarial; su padre era médico retirado de la Marina de los EE. UU. que abrió su propia clínica y su madre dirigía varias empresas pequeñas. En 2003 se matriculó en la Universidad de Misisipi, donde estudió periodismo y ciencias políticas y escribió para The Daily Mississippian, pero no llegó a terminar sus estudios.

## Carrera
A la edad de 19 años, Wu formó un pequeño estudio de animación para crear un episodio piloto de animación. La empresa no tuvo éxito, lo que provocó que abandonara la universidad y se mudara a Washington D. C. para trabajar en la recaudación de fondos políticos durante varios años. Posteriormente trabajó como periodista hasta que el lanzamiento del iPhone la inspiró para trabajar como diseñadora gráfica y crear un videojuego.
En 2008 se casó con Frank Wu, cuatro veces ganador del Premio Hugo al mejor artista aficionado. En 2010, cofundó la empresa Giant Spacekat con Amanda Stenquist Warner. Wu fue copresentadora del podcast semanal Isométrico en Relay FM. El podcast se lanzó en mayo de 2014 y cubre la industria de los videojuegos. El 18 de abril de 2016 finalizó el podcast Isométrico. Las mismas presentadoras, incluida Wu, iniciaron un nuevo podcast llamado Disruption en Relay FM, que trata sobre tecnología y cultura. En 2020, ella y Cenk Uygur fundaron Rebellion PAC, un comité de acción política que se centra en publicar anuncios contra Donald Trump y en apoyo de los esfuerzos progresistas para conseguir el voto.

### Revolution 60

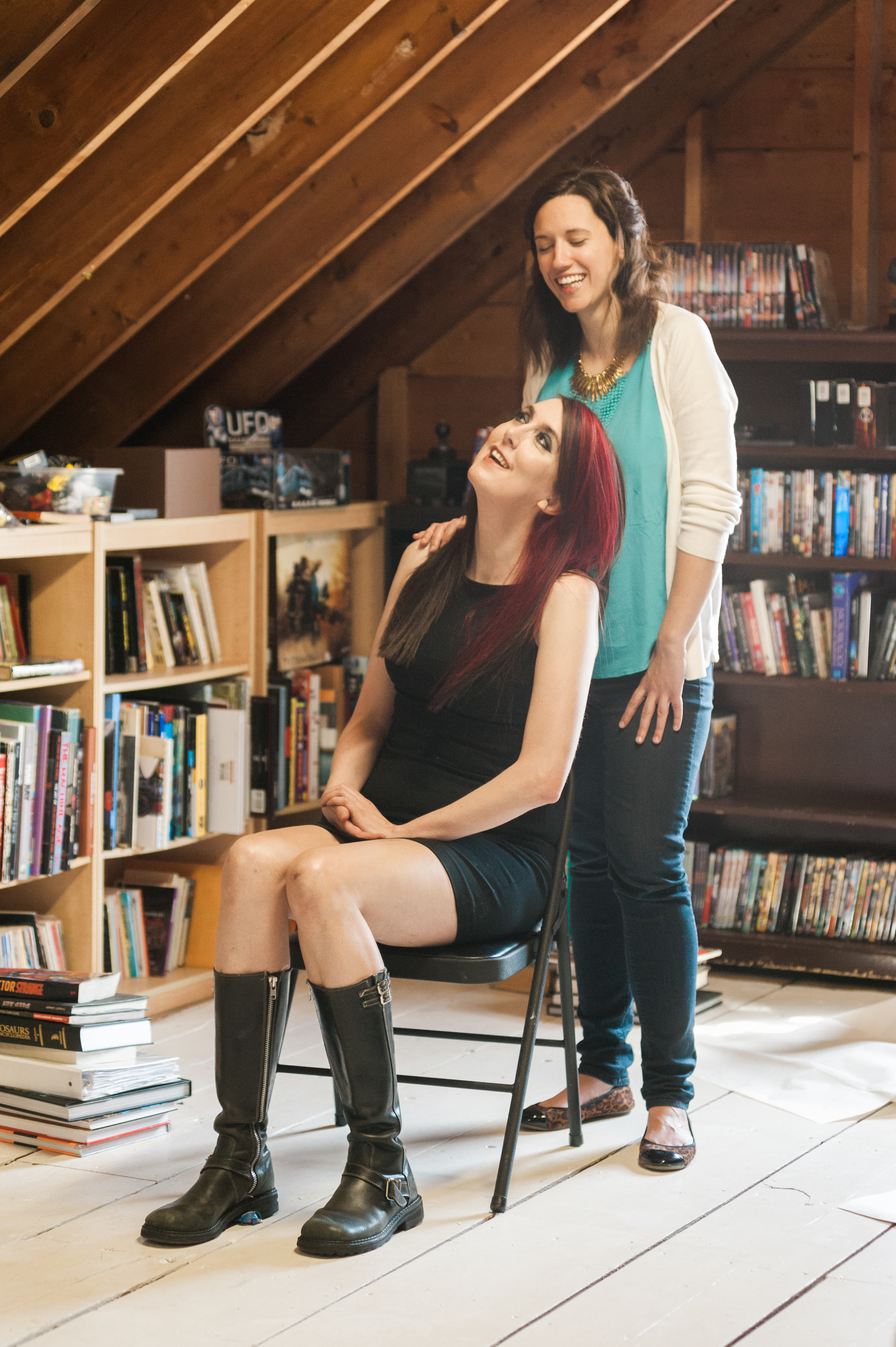
Brianna Wu y la cofundadora de Giant Spacekat, Amanda Warner (2015)

Se le atribuye el mérito de ser jefa de desarrollo del juego de su empresa Giant Spacekat, Revolution 60. El juego está protagonizado por mujeres, que se dice que se hacen eco de las fundadoras del estudio de juegos. El juego se presentó en Pax East en marzo de 2013, donde fue catalogado como uno de los 10 mejores juegos independientes de la conferencia. El juego, creado con Unreal Engine con un presupuesto total de varios cientos de miles de dólares, se lanzó para dispositivos iOS en julio de 2014.

### Candidatura al Congreso de 2018
Inmediatamente después de las elecciones presidenciales estadounidenses de 2016, Wu decidió postularse para un escaño en el Congreso en el área metropolitana de Boston, centrándose en parte en derechos de privacidad y ciberacoso, pero también en la economía de Massachusetts en general. Se enfrentó a Stephen F. Lynch del distrito 8, en un anuncio que hizo en Twitter. Wu afirmaba, en una entrevista de radio, que Lynch no representaba suficientemente a los demócratas, citando sus posiciones sobre la atención de la salud reproductiva y los derechos LGBT; Lynch es centrista en temas de salud reproductiva,y apoya los derechos LGBT.Wu también se pronunció a favor de los sindicatos y la negociación colectiva. Wu consideraba que proporcionalmente Massachusetts contribuye más al gobierno federal de lo que recibe a cambio y quería utilizarlo como arma de negociación. Esperaba que el área de la Bahía de Boston pudiese rivalizar con la Bahía de San Francisco como centro tecnológico. Wu se mudó al Distrito 8 para enfrentarse al titular Lynch.
Al pasar de desarrollar juegos a la política, Wu mencionó entre las razones para hacerlo la oposición al entonces presidente Donald Trump, lo que consideraba fracasos del Congreso en cuestiones tecnológicas, y lo que consideraba un fracaso del Partido Demócrata para conectar emocionalmente con sus votantes.
El profesor Thomas Whalen de la Universidad de Boston señalaba que, si bien Lynch, vinculado a los sindicatos, era originario del tradicionalmente conservador octavo distrito del sur de Boston, los últimos años de cambios demográficos podrían favorecer a Wu. Al mismo tiempo, David S. Bernstein, un veterano reportero político de Boston Magazine, no creía que Wu tuviera posibilidades de derrocar a Lynch.
En febrero de 2017, Wu recibió en Twitter la atención de los medios después de advertir sobre la militarización del espacio, además de expresar preocupación por dar a las empresas privadas de turismo espacial acceso exclusivo a la Luna. Ella escribió: «Las rocas lanzadas desde [la Luna] tienen la potencia de cientos de bombas nucleares». Más tarde eliminó los tuits por las críticas.
A finales de octubre de 2017, Wu utilizó el servicio de streaming Twitch para concienciar sobre su campaña al Congreso. Esta parece haber sido la primera ocasión en la que alguien usa Twitch de esta manera. «Una de las razones por las que los millennials se sienten privados de sus derechos es que los políticos no les hablan de una manera que parezca genuina», dijo Wu. «Twitch es una de las formas más importantes de involucrar a los jóvenes». Cuando se les preguntó, ni Twitch, ni el DNC, ni el Pew Research Center sabían que alguien hubiera hecho algo así anteriormente. Wu estaba jugando a Wolfenstein II: The New Colossus durante la transmisión.
Wu perdió ante Lynch en las primarias demócratas del 4 de septiembre de 2018. Consiguió aproximadamente el 23% de los votos, frente al 71% de Lynch.

### Candidatura al Congreso 2020
Wu inició una segunda campaña para las elecciones de 2020, centrándose de nuevo en cuestiones tecnológicas como la propuesta de Elizabeth Warren de dividir gigantescas empresas de medios como Apple, Facebook y Google. En un panel de WGBH-TV, Wu dijo: «Por alguna razón, nuestro Departamento de Justicia se ha mostrado más reacio a iniciar casos antimonopolio contra empresas en los últimos años, ciertamente desde los años de Bush». Ella difiere de ciertos elementos de la propuesta de Warren, citando preocupaciones sobre la privacidad.
Está a favor del Green New Deal, objetivos legislativos destinados a hacer que Estados Unidos pase a tener energía 100 por ciento renovable para 2035.
En abril de 2020, abandonó su candidatura al Congreso por el impacto de la pandemia de COVID-19 en su campaña.

## Acoso relacionado con Gamergate
En octubre de 2014, Wu publicó varios tuits sobre los defensores de Gamergate, ridiculizándolos por «luchar contra un futuro apocalíptico donde las mujeres son el 8 por ciento de los programadores y no el 3 por ciento». Mientras monitoreaba el canal pro-Gamergate de 8kun (/gg/), usuarios anónimos publicaron información privada y confidencial sobre ella, incluyendo su dirección. Posteriormente, Wu comenzó a recibir múltiples amenazas expresas de violación y muerte, también a su dirección, lo que provocó que huyera de su casa. Estas amenazas se han atribuido a los partidarios de Gamergate. En diciembre, tras la muerte de su perro, dijo que había recibido correos electrónicos con imágenes de perros mutilados enviados por personas que se identificaban como partidarios de Gamergate.
Junto con Anita Sarkeesian y Zoë Quinn, fue una de las víctimas del acoso de Gamergate. En febrero de 2015, dijo: «al atacarme con tanta saña, me están ayudando a darme la visibilidad necesaria para abrirme paso en la industria de los videojuegos que les aterroriza». Wu inició un fondo de defensa legal para las mujeres víctimas de Gamergate. A finales de 2014, la familia Wu también ofrecía una recompensa en efectivo por información que condujera al procesamiento de quienes enviaban las amenazas de muerte. En febrero de 2015, dijo que pasaba un día completo a la semana contactando a las autoridades y que solo asistía a eventos en los EE. UU. con un destacamento de seguridad.  En marzo de 2015, dijo que había recibido 48 amenazas de muerte durante los seis meses anteriores.En mayo de 2019, ella y su esposo todavía vivían de incógnito.
A principios de 2017, la Oficina Federal de Investigaciones (FBI) cerró su investigación sobre el asunto. El FBI identificó a cuatro hombres que enviaron amenazas y obtuvo las confesiones de dos de ellos, uno de los cuales afirmó que habían enviado la amenaza como una «broma», pero »entendían que era un delito federal enviar una comunicación amenazante a cualquier persona y nunca lo hará». El Fiscal Federal para el Distrito de Massachusetts se negó a procesarlos, sin dar ninguna razón específica. En reacción al informe, Wu afirmó que al FBI no le importaba la investigación y que estaba «furiosa». Sin embargo, a raíz del tiroteo en la sinagoga de Poway de 2019, dijo que el FBI necesitaba agentes dedicados que comprendiesen la cultura online (y 8chan en particular).
En agosto de 2021, The Washington Post informó que «a pesar de los intentos de desacreditarla, arruinar su carrera y destruir su sensación de seguridad, Wu se ha terminado convirtiendo en una firme defensora del perdón para aquellos que se disculpan y demuestran que han aprendido». Sin embargo, los «insultos y el acoso continuo» todavía superan en número a las disculpas «10 a 1».
Wu ha declarado que recibió un diagnóstico de trastorno de estrés postraumático como resultado del acoso.